# ル・ロンジュロン
ル・ロンジュロン （Le Longeron）は、フランス、ペイ・ド・ラ・ロワール地域圏、メーヌ＝エ＝ロワール県のかつて存在したコミューン。

## 地理
モージュ地方にあるアンジューのコミューン。トルフーの南東に位置し、県道91号線が通る。ヴァンデ県と境を接している。
セーヴル・ナンテーズ川はル・ロンジュロンの南に水源がある。

## 歴史
2014年、自治体間連合に加盟するコミューン全てが合併する計画が浮上した。2015年7月2日、自治体間連合に加盟するコミューンの全議会において、コミューン・ヌーヴェル（fr、サルコジ政権時代に成立したフランス国家領土改革法によって、合併して誕生したコミューンの名称）、セーヴルモワンヌ（Sèvremoine）を2015年12月15日に発足させることを可決した。正式に発表されたのは、2015年10月5日の県条例においてである。

## 人口統計
| 1962年 | 1968年 | 1975年 | 1982年 | 1990年 | 1999年 | 2006年 | 2012年 |
| ------ | ------ | ------ | ------ | ------ | ------ | ------ | ------ |
| 1579   | 1643   | 1807   | 1926   | 1955   | 1946   | 2036   | 2104   |

source=1999年までLdh/EHESS/Cassini、2004年以降INSEE